# Новокудашево (Янаульский район)
Новокудашево (баш. Яңы Ҡоҙаш) — деревня в Янаульском районе Республики Башкортостан Российской Федерации. Входит в состав Старокудашевского сельсовета.

## География

### Географическое положение
Расположена на реке Орье. Расстояние до:
- районного центра (Янаул): 34 км,
- центра сельсовета (Старокудашево): 7 км,
- ближайшей ж/д станции (Янаул): 34 км.

## История
Поселение возникло к 1834 году как выселок из деревни Кудашево, по VIII ревизии в нем проживало 69 человек. В 1859 году здесь проживало 146 припущенников в 21 дворе. В 1870 году — 169 человек (86 мужчин и 83 женщины) в 24 дворах, все тептяри. Тогда в деревне 3-го стана Бирского уезда Уфимской губернии имелись мечеть и водяная мельница, жители занимались лесным промыслом.
В 1896 году в деревне Ново-Кудаш Байгузинской волости IV стана Бирского уезда имелось 56 дворов и 296 жителей (151 мужчина и 145 женщин).
В 1920 году по официальным данным в деревне 73 двора и 358 жителей (180 мужчин, 178 женщин), по данным подворного подсчета — 388 жителей (все тептяри) в 76 хозяйствах.
В 1926 году деревня относилась к Янауловской волости Бирского кантона Башкирской АССР.
В 1982 году население — около 80 человек.
В 1989 году — 25 человек (8 мужчин, 17 женщин).
В 2002 году — 8 человек (4 мужчины, 4 женщины), татары (75 %).
В 2010 году — 4 человека (2 мужчины, 2 женщины).

## Население
| 2002 | 2009 | 2010 |
| ---- | ---- | ---- |
| 8    | ↘1   | ↗4   |